# Bácsbokod
Bácsbokod (deutsch: Wikitsch, kroatisch: Bikić) ist eine südungarische Großgemeinde im Kreis Bácsalmás im Komitat Bács-Kiskun. Sie liegt rund 15 km südöstlich von Baja an der ungarisch-serbischen Grenze.
Im Süden des Ortes befindet sich der Bahnhof an der Bahnstrecke Bátaszék-Baja-Kiskunhalas.

## Geschichte
Nach Ende der Türkenkriege Anfang des 18. Jahrhunderts wurde das weitgehend entvölkerte Gebiet von Donauschwaben wiederbesiedelt. Bis zur Vertreibung nach dem Zweiten Weltkrieg bildeten sie den Hauptteil der Bevölkerung. Anschließend wurden hier aus der Tschechoslowakei vertriebene Ungarn angesiedelt. Heute sind rund 97 % der Einwohner Ungarn, 2 % Deutsche und 1 % Sonstige.

## Partnergemeinden
- Lunca de Sus, Rumänien
- Svetozar Miletić/Светозар Милетић, Serbien
- Walzbachtal, Baden-Württemberg (seit dem 11. April 1993)

## Weblinks

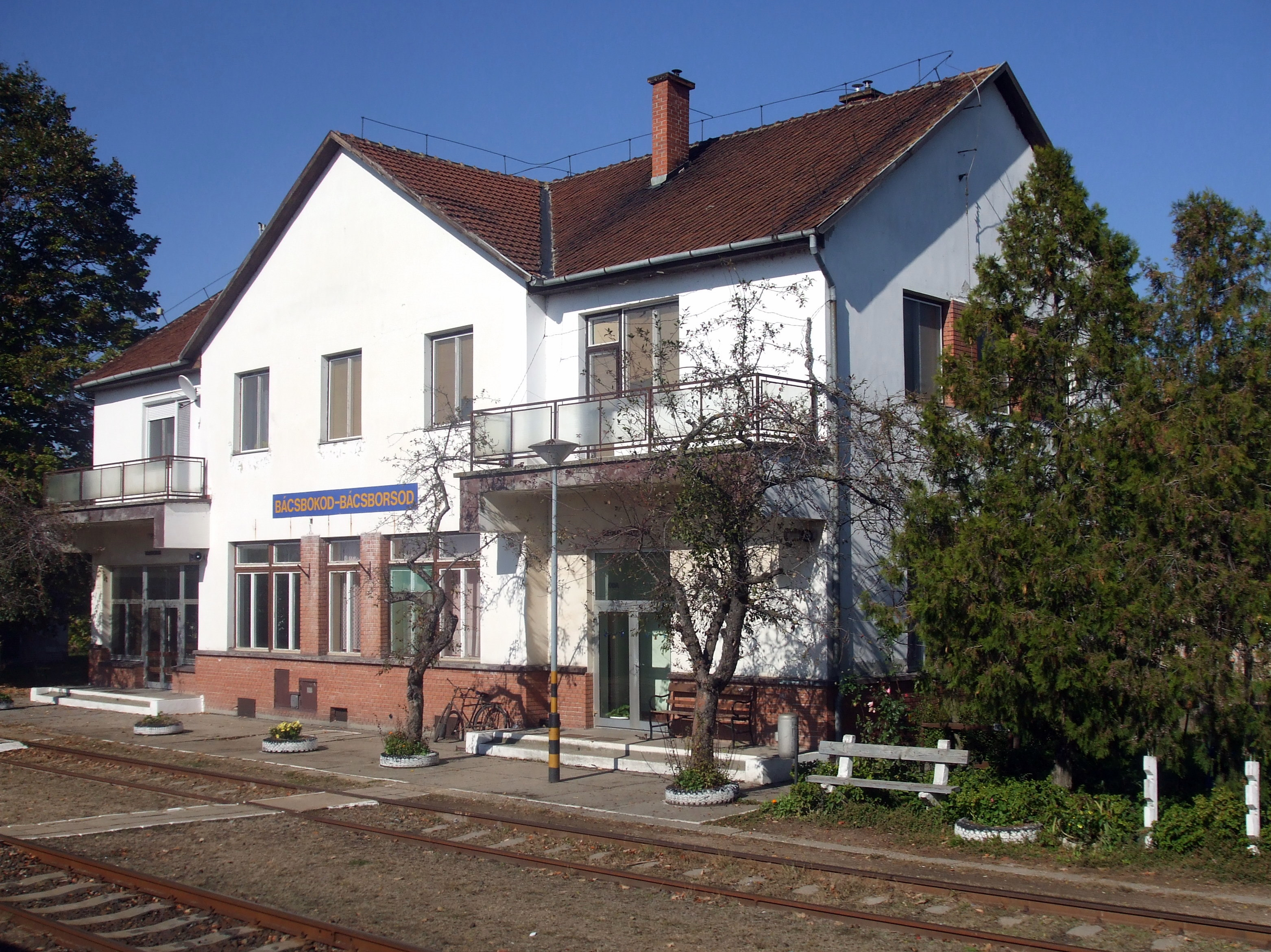
Bahnhofsgebäude von Bácsbokod